# Кейша Грей
Ке́йша Гре́й (англ. Keisha Grey), имя при рождении Ке́лси Мари́ Капру́н (англ. Kelsey Marie Caproon; род. 9 июня 1994 года) — американская порноактриса.

## Ранняя жизнь
Грей родилась в Тампе, Флорида и имеет ирландско-испанское происхождение. В возрасте 16 лет она потеряла девственность со своим парнем, который оставался её единственным сексуальным партнёром до того, как она пришла в порноиндустрию. Грей также работала в кафе и пиццерии, а также в кальянной и боулинге.

## Карьера в порноиндустрии
Грей пришла в порноиндустрию в августе 2013 года, а в декабре подписала контракт с модельным агентством Motley Models. Ещё с детства она была фанаткой порнографии, а её любимыми актёрами были Саша Грей и Джеймс Дин. При выборе сценического имени она взяла себе своё школьное прозвище Кейша, а Грей предложил её агент, который знал о её увлечении Сашей Грей.
Её первой межрасовой сценой стала роль в My First Interracial для Blacked.com. В фильме Кейша впервые исполнила на камеру минет-бэнг, а также снялась в сцене триолизма с двумя партнёрами. В фильме Big Anal Asses 3 она впервые исполнила анальный секс, а в фильме Gangbang Me 2 она впервые снялась в gangbang-сцене и сцене с двойным проникновением. В 2016 году вошла в список «Грязная дюжина: Самые важные порнозвёзды» по версии канала CNBC.

## Награды и номинации
| Год  | Премия           | Результат | Категория | Фильм                               |
| ---- | ---------------- | --------- | --- | ----------------------------------- |
| 2014 | NightMoves Award | Победа    | Лучшая новая старлетка (Выбор редакции) | н/д                                 |
| 2014 | NightMoves Award | Номинация | Лучшее тело | н/д                                 |
| 2015 | AVN Award        | Номинация | Лучшая новая старлетка | н/д                                 |
| 2015 | AVN Award        | Номинация | Лучшая сцена орального секса | Keisha                              |
| 2015 | AVN Award        | Номинация | Лучшая сцена триолизма — М/М/Ж (с Миком Блу и Джеймсом Дином) | Keisha                              |
| 2015 | AVN Award        | Номинация | Лучшая сцена триолизма — М/Ж/Ж (с Арианой Мари и Джеймсом Дином)                                                                                                  | Keisha                              |
| 2015 | XBIZ Award       | Номинация | Лучшая новая старлетка | н/д                                 |
| 2015 | XBIZ Award       | Номинация | Лучшая сцена — Non-Feature Release (с Криссом Строком) | Slut Puppies 8                      |
| 2015 | XRCO Award       | Номинация | Новая старлетка | н/д                                 |
| 2015 | XRCO Award       | Номинация | Кремовая мечта | н/д                                 |
| 2015 | NightMoves Award | Номинация | Лучшие сиськи | н/д                                 |
| 2016 | AVN Award        | Номинация | Лучшая сцена группового лесбийского секса (с Дэнни Дэниелс, Анникой Элбрайт, Лекси Белл, Мерседес Каррера, Мэдди О’Райли, Эш Голливуд, Аной Фоксс и Райан Райанс) | Sisterhood                          |
| 2016 | AVN Award        | Номинация | Лучшая сцена анального секса (с Мануэлем Феррара) | Big Anal Asses 3                    |
| 2016 | AVN Award        | Победа    | Лучшая сцена группового секса (с Миком Блю, Джеймсом Дином, Джоном Джоном, Джоном Стронгом и Эриком Эверхардом)                                                   | Gangbang Me 2                       |
| 2016 | AVN Award        | Номинация | Лучшая сцена группового секса (с Абеллой Дэнжер, Райаном Коннером, Арией Александр, Ниной Элль, Карли Грей, Чери Девилль и Мануэлем Феррара)                      | Manuel Ferrara's Reverse Gangbang 3 |
| 2016 | AVN Award        | Номинация | Лучшая сцена триолизма - Ж/Ж/М (с Абеллой Дэнжер и Мануэлем Феррара)                                                                                              | Oil Overload 13                     |
| 2016 | AVN Award        | Номинация | Исполнительница года | н/д                                 |
| 2016 | XBIZ Award       | Номинация | Исполнительница года | н/д                                 |
| 2016 | XRCO Award       | Номинация | Orgasmic Analist | н/д                                 |